# 浣花里站
浣花里站是成都地铁17号线建设中的一座车站，预计于2025年启用。

## 出入口信息
浣花里站共设置3个出入口：
- B出入口位于大石西路与双元街交叉口西南侧人行道内；
- C出入口位于成都职业技术学校大门西侧绿地内；
- D出入口位于草堂医院大门西侧规划绿地内。

## 大事记
- 2022年12月30日，浣花里站主体结构封顶。[2]